# Joseph Anton Purpus
Joseph Anton Purpus (Hahnweilerhof, Börrstadt, 4 de marzo de 1860 - Darmstadt, 5 de diciembre de 1932) fue el superintendente del Jardín Botánico de la Universidad Técnica de Darmstadt y hermano menor de Carl Albert Purpus.

## Vida y trabajo
Purpus nació en 1860  en Hanweiler (hoy Hahnweilerhof), donde creció siendo hijo de un ingeniero forestal. Asistió al Progymnasium en Kirchheimbolanden antes de 1876 una formación hortícola en Frankfurt.
Recogió plantas en Canadá, a finales de 1870, con su hermano y al año siguiente en los estados de Oregón, Washington, Idaho y Montana en el noroeste de Estados Unidos.
En el año 1882 Purpus fue a San Petersburgo, donde trabajó en el Jardín Botánico bajo la dirección de Eduard von Regel. En 1887, viajó con Carl Albert Purpus a América del Norte y Canadá. Mientras que su hermano permaneció en los Estados Unidos, Joseph Anton Purpus regresó un año más tarde a Europa. Regel le trató como a un inspector para las colecciones de efecto invernadero para usar en San Petersburgo. Purpus tomó parte en otra excursión en el noroeste de Rusia, que en el sur de Minsk y Smolensk. Fue luego fue llamado por Leopold Dippel director de los jardines botánicos, en Darmstadt.
Entre 1888 y 1925 fue inspector para la construcción del jardín botánico en Darmstadt responsable de cactus y suculentas. Durante su mandato se construyeron edificios influyentes del jardín, el edificio de servicios (1901/1902) y los invernaderos. La colección de especial renombre de cactus, que construyó con la ayuda de su hermano, fue destruida durante la Segunda Guerra Mundial.
En 1907 se fue con Purpus, Georg Bitter en un viaje de investigación a Laponia , donde fueron recolectadas plantas del Ártico. Al año siguiente viajó con Henry Schenck a México, donde asistió a su hermano. Se aprovecharon de la hacienda en Veracruz como base para sus excursiones. Se examinaron, entre otras cosas, la relación entre plantas y hormigas. En 1920/1921 Purpus realizó este viaje de nuevo, esta vez, junto con su hijo Hugo y trajeron numerosas plantas mexicanas, sobre todo las epífitas.
Purpus editó numerosas publicaciones científicas en revistas diferentes, tales como Möllers Deutsche Gärtner-Zeitung, Gartenflora, Gartenwelt, Zeitschrift für Kakteenkunde en los periódicos, y los anales de la Sociedad dendrológica alemana. La primera descripción de Opuntia howeyi la hizo en 1925.
Purpus en 1925 se retiró oficialmente como inspector, pero todavía dirigió hasta abril de 1928, la Superintendencia. Entre otras cosas, dirigió una amplia plantación de Yucca con fines de producción de fibra en Darmstadt y Bad Homburg.
Murió el 5 de diciembre de 1932 en Darmstadt por una enfermedad que había contraído durante sus viajes por México.

## Honores
En honor a José Antón y Carl Albert Purpus se colocó una placa situada en las colinas de yuca del jardín botánico en Darmstadt.
- La abreviatura «J.A.Purpus» se emplea para indicar a Joseph Anton Purpus como autoridad en la descripción y clasificación científica de los vegetales.[9]

## Publicaciones
- Echinocereus pensilis (Brandegee) J. A. Purp. In: Monatsschrift für Kakteenkunde 18, 1908: 5 (online)
- Cereus schenckii Purp. n. sp. In: Monatsschrift für Kakteenkunde 19, 1909: 38–41 (online)
- Mamillaria Sartorii J. A. Purpus nov. spec. In: Monatsschrift für Kakteenkunde 21, 1911: 50–53 (online)
- Sieben neue Kakteen aus Mexico. In: Monatsschrift für Kakteenkunde 22, 1912: 148–150 (online)
- Pachyphytum oviferum J. A. Purpus nov. spec. In: Monatsschrift für Kakteenkunde 29, 1919; 100–103 (online)